# Теренциан Мавр
Теренциа́н Мавр (лат. Terentianus Maurus) — древнеримский грамматик, живший предположительно в конце II века.
Как показывает прозвище «Мавр», Теренциан был родом из (римской провинции) Мавретании. Под его именем дошла до нас дидактическая поэма «О буквах, слогах и о метрах» (лат. De litteris, de syllabis et de metris) (3 раздела поэмы в современном источниковедении рассматриваются также как 3 отдельных труда по грамматике).

## Поэма
Единственная рукопись поэмы Теренциана была открыта в 1493 году в монастыре Боббио, текст её впервые был напечатан в Милане в 1497 году. Вскоре затем рукопись была утрачена.
Поэма достаточно обширна (до 3000 стихов) и делится на три части.
В первом разделе, посвящённом буквам, Теренциан Мавр останавливается не только на их написании и произношении, но и числовом значении и мистическом применении.
Во втором разделе, посвящённом слогам, говорится и о просодии, главным образом в применении к гекзаметру.
В третьей части исследуются гекзаметр, ямбический триметр, с вытекшими из них метрах и Фалеков стих (фалекий). В конце труда говорит о метрах Горация. В своих метрических воззрениях Теренциан Мавр придерживается взгляда Цезия Басса, производящего все размеры из двух основных: гекзаметра и ямба.
Крылатая латинская фраза «Habent sua fata libelli» — фрагмент стиха 1286 раздела «О слогах» (pro captu lectoris habent sua fata libelli).

## Издание
- Grammatici Latini ex recensione Henrici Keilii. Vol. 6. Leipzig: Teubner, 1874; R Cambridge, 2009.